# Patricia Mayr-Achleitner
Patricia Mayr-Achleitner (nació el 8 de noviembre de 1986) es una jugadora de tenis profesional de Austria. A partir del 23 de julio de 2012 tiene un ranking WTA individuales de 151. Su mejor clasificación WTA individuales es 70.ª, que llegó el 4 de mayo de 2009. Su carrera de alto en dobles es 117, que llegó el 2 de septiembre de 2014. Mayr-Achleitner nació en Ron y es una jugadora diestra.
El 4 de diciembre de 2010 se casó con su entrenador Michael Achleitner y cambió su nombre de Mayr a Mayr-Achleitner.
El 11 de julio de 2012, Patricia Mayr-Achleitner perdió a la primera ronda con la preclasificada Sara Errani (6-3, 6-2) en Italiacom Open.
El 22 de julio de 2015 después de su derrota en Gastein Ladies 2015, Mayr-Achleitner anunció que el Generali Ladies Linz 2015 sería su último torneo, indicando dolor de espalda crónico como la razón de su retiro del tenis profesional.

## Títulos WTA

### Individual (0)
| Grand Slam              |
| WTA Championships       |
| Tournament of Champions |
| Premier Mandatory       |
| Premier 5               |
| Premier                 |
| International           |

#### Finales (1)
| N.º | Fecha               | Torneo      | Superficie    | Oponentes                   | Resultado |
| --- | ------------------- | ----------- | ------------- | --------------------------- | --------- |
| 1.  | 11 de julio de 2011 | Bad Gastein | Tierra batida | María José Martínez Sánchez | 0-6, 5-7  |

### Dobles (0)
| Grand Slam              |
| WTA Championships       |
| Tournament of Champions |
| Premier Mandatory       |
| Premier 5               |
| Premier                 |
| International           |

#### Finales (1)
| N.º | Fecha                   | Torneos   | Superficie | Pareja          | Oponentes                           | Resultado         |
| --- | ----------------------- | --------- | ---------- | --------------- | ----------------------------------- | ----------------- |
| 1.  | 8 de septiembre de 2015 | Hong Kong | Dura       | Arina Rodionova | Karolína Plíšková Kristýna Plíšková | 2–6, 6–2, [10–12] |